# شاتل (شرکت)
گروه فناوری ارتباطات و اطلاعات شاتل یکی از شرکت‌های اینترنتی و اپراتور ارتباطات ثابت در ایران است که فعالیت خود را از سال ۱۳۸۱ آغاز کرده است. شاتل در قالب پروانه سراسری ارتباطات ثابت (اِف‌سی‌پی) ارایه خدمات می‌کنند.

## نیروی انسانی
در سال ۱۴۰۰ در دفتر مرکزی شرکت شاتل بیش از ۱۵۰۰ نفر به طور مستقیم مشغول به کار بوده‌اند.  حدود ۲۵۰۰ نفر نیروی انسانی در نمایندگی‌های رسمی این مجموعه شاغل هستند.

## خدمات
خدمات گروه شرکت‌های شاتل شامل موارد زیر است:
- اینترنت پرسرعت (ADSL2+ ،‌VDSL2، PTMP، موبایل دیتا)[۱۰]
- سیمکارت هوشمند شاتل. [۱۱]
- تلفن شاتل در قالب تلفن ثابت[۱۲]
- میزبانی سرور (Co-Location)[۱۳]

شرکت شاتل ارایه‌کننده خدمات خط دیجیتال مشترک نامتقارن (+ADSL2) در ایران و اولین اپراتور شبکهٔ زیرساخت بی‌سیم با ظرفیت گیگابیت با مکان‌شناسی حلقه‌ای (توپولوژی رینگ) بر پایهٔ فناوری ریزموج بر روی فرکانس اختصاصی به‌شمار می‌آید که مجوز سازمان تنظیم مقررات و ارتباطات رادیویی را کسب کرده‌است.

### خدمات اینترنتی
سرویس‌های ADSL شاتل در ۸۶۰ مرکز مخابراتی ارائه می‌شود که از این تعداد حدود ۱۲۰ مرکز در شهر تهران و بقیه در سایر شهرها و استان‌های ایران قرار دارد.

#### سرویس‌های اختصاصی
گروه شرکت‌های شاتل سرویس‌های اختصاصی یا پهن‌باند را برای ارتباط سازمان‌ها و شرکت‌ها با شبکه جهانی یا میان نقاط مختلف جغرافیایی و مراکز و دفترهای ایشان ارائه می‌دهد

#### سرویس‌های اشتراکی
سرویس‌های اشتراکی شامل چهار نوع سرویس‌های ویژه (ART)، سرویس‌های اقتصادی (Eco)، سرویس‌های اقتصادی اداری (Eco-Office) و سرویس‌های اقتصادی (Eco-Light) است. این سرویس‌ها در میزان ضریب اشتراک، محدودیت ترافیک ماهیانه و پوشش دهی مراکز مخابراتی متفاوت هستند. سرویس‌های اشتراکی مطابق قرارداد بین این شرکت و مشترکان (ماده ۱–۲ تبصرهٔ ۱) با حداکثر سرعت دریافت و ارسال داده‌ها ارائه و بسته به شرایط خط مشترک راه‌اندازی می‌شود.»

##### ضریب به اشتراک‌گذاری
سیاست شاتل در خصوص ضریب اشتراک سرویس‌های ارائه شده مطابق مصوبه جلسه ۱۵۲ کمیسیون سازمان تنظیم مقررات و ارتباطات، با ضریب اشتراک یک به هشت می‌باشد. در وبسایت این شرکت در عین حال عنوان شده «برای سرویس‌های نامحدود یا در ساعات مصرف رایگان»، استفاده از ابزارهای به اشتراک‌گذاری فایل به صورت پیوسته و مصرف بی‌رویه که باعث تحت فشار قرار گرفتن دیگر کاربران شود، به صورت خودکار و تدریجی باعث کاهش ضریب به اشتراک‌گذاری و کیفیت سرویس وی خواهد شد.
برای سرویس‌های ویژه (ART) ارائه شده توسط این شرکت تا پیش از شهریور ماه ۱۳۸۹ محدودیت حجمی بارگیری مشخص شده بود اما پس از آن، ترافیک این سرویس‌ها به «نامحدود» تغییر یافت.

## انتقاد از مخابرات
این شرکت در مواردی از نحوه تعامل شرکت مخابرات ایران در خصوص تعهدات خود در قبال شرکت‌های خصوصی انتقاد داشته‌است و گاه از برخوردهای انجام شده به عنوان کارشکنی‌های نام برده‌است. غالب این انتقادها در زمینه رانژه نکردن خطوط، در اختیار قرار ندادن امکانات پسیو و اکتیو مطرح شده‌است. در اردیبهشت ۱۳۹۹ شرکت شاتل مدعی شد سرمایه‌گذاری چند صد میلیارد تومانی برای ارایه‌ی سرویس VDSL انجام شده اما شرکت مخابرات مانع از انجام کار شده است.
در پی انتشار خبری در وب‌سایت شاتل به نقل از عضو هیئت مدیره آن شرکت، مبنی بر تمایل ۴۱درصد از کاربران همراه اول (زیرمجموعه مخابرات) به مهاجرت به سمت سایر اپراتورها، همراه اول اعلام کرد یقیناً این ادعا نادرست بوده و با نتایج نظرسنجی‌های متعدد صورت گرفته مغایر است.

## پوشش خدمات و نمایندگی‌ها

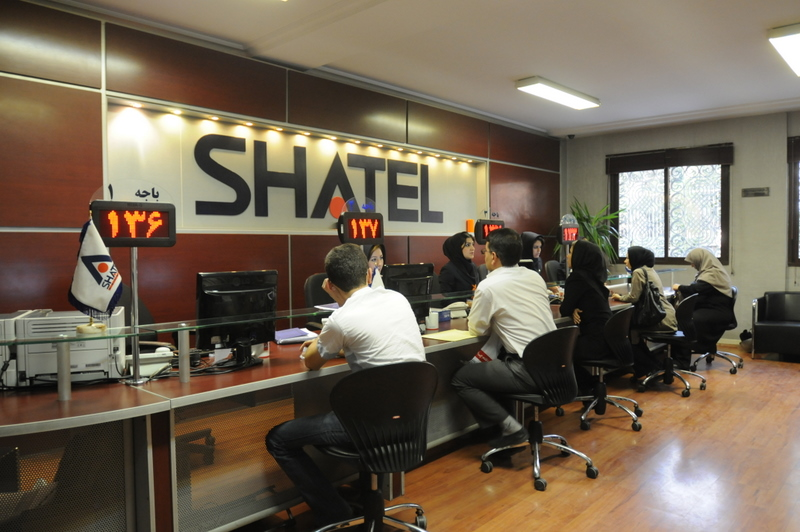
واحد امور مشترکان شرکت شاتل واقع در دفتر مرکزی

دفتر مرکزی شاتل در تهران قرار دارد. شاتل، چهار شرکت زیرمجموعه در شهرهای اصفهان، کاشان، کرج و تبریز دارد. چهار دفتر ستادی شرکت شاتل و حدود۴۰۰ نمایندهٔ رسمی آن در کشور ارایهٔ خدمات می‌ کنند. و در برخی استان‌ها از جمله مازندران با پروژه‌های مشارکتی با مخابرات‌های استانی به پوشش استانی اقدام کرده‌است.